# Tervel Pulev
Tervel Pulev, född 10 januari 1983 i Sofia, Bulgarien, är en bulgarisk boxare som tog OS-brons i tungviktsboxning 2012 i London.
Han är yngre bror till boxaren Kubrat Pulev.